# Campeonato Mundial de Voleibol Feminino Sub-21 de 2023
O Campeonato Mundial de Voleibol Feminino Sub-21 de 2023  foi a 1ª edição com esta nomenclatura (Sub-21), e a 22ª edição da competição na história (somando as anteriores chamadas de Sub-20), competida pelos times nacionais femininos abaixo da idade de 21 anos pelos membros da Fédération Internationale de Volleyball (FIVB), corpo governante global da modalidade. O torneio está previsto para ocorrer nas cidades mexicanas de Aguascalientes  e León, entre os dias 17 a 26 de agosto de 2023.
A Seleção Chinesa obtém seu quarto título ao vencer a Itália na final.O Brasil completa o pódio ao derrotar o Japão na disputa pelo terceiro lugar. A atacante chinesa Yushan Zhuang foi premiada na função e também eleita a MVP do certame.

## Equipes qualificadas
Um total de 16 equipes se qualificaram para o torneio final. Além do México que se qualificou automaticamente como país-sede, outros 10 times se qualificaram por competições continentais separadas e outros 4 times se qualificaram pelo Ranking Mundial.
| Torneio de qualificação          | Data                                 | Sede      | Vagas | Qualificados         | Última participação |
| -------------------------------- | ------------------------------------ | --------- | ----- | -------------------- | ------------------- |
| Países-sede                      | 24 de janeiro de 2023                | Lausana   | 1     | México               | 2019                |
| Campeonato Asiático de 2022      | 4–11 de julho de 2023                | Nur-Sultã | 2     | Japão                | 2019                |
| Campeonato Asiático de 2022      | 4–11 de julho de 2023                | Nur-Sultã | 2     | China                | 2019                |
| Campeonato Africano de 2022      | 26 de agosto a 4 de setembro de 2022 | Tunis     | 2     | Egito                | /2021               |
| Campeonato Africano de 2022      | 26 de agosto a 4 de setembro de 2022 | Tunis     | 2     | Tunísia              | 2011                |
| Campeonato Europeu de 2022       | 27 de agosto a 4 de setembro de 2022 | Skopje    | 2     | Itália               | /2021               |
| Campeonato Europeu de 2022       | 27 de agosto a 4 de setembro de 2022 | Skopje    | 2     | Sérvia               | /2021               |
| Campeonato Sul-Americano de 2022 | 17-21 de agosto de 2022              | Cajamarca | 2     | Brasil               | /2021               |
| Campeonato Sul-Americano de 2022 | 17-21 de agosto de 2022              | Cajamarca | 2     | Argentina            | /2021               |
| Copa Pan-Americana de 2022       | 7-12 de julho de 2022                | La Paz    | 2     | Estados Unidos       | /2021               |
| Copa Pan-Americana de 2022       | 7-12 de julho de 2022                | La Paz    | 2     | Cuba                 | 2019                |
| Ranking Mundial                  | A partir de 24 de outubro de 2022    | Lausana   | 4+1*  | Países Baixos        | /2021               |
| Ranking Mundial                  | A partir de 24 de outubro de 2022    | Lausana   | 4+1*  | Polônia              | /2021               |
| Ranking Mundial                  | A partir de 24 de outubro de 2022    | Lausana   | 4+1*  | República Dominicana | /2021               |
| Ranking Mundial                  | A partir de 24 de outubro de 2022    | Lausana   | 4+1*  | Turquia              | /2021               |
| Ranking Mundial                  | A partir de 24 de outubro de 2022    | Lausana   | 4+1*  | Tailândia            | /2021               |
| Total                            | Total                                | Total     | 16    |                      |                     |

## Formato da disputa
A competição reuniu 16 equipes, com partidas em oito dias (e recesso de dois dias). As seleções foram distribuídas em quatro grupos, definidos de A a D, com disputas dentro de cada chave. Ao final, as duas primeiras equipes de cada grupo foram distribuídas na segunda fase nos grupos E e F (com chance de avançar ao título), sendo o grupo E composto do 1A, 2A, 1C e 2C; e a composição do F ficará com o 1B, 2B, 1D e 2D; enquanto que as duas últimas equipes de cada grupo formaram na segunda fase os grupos G e H (visando enquadramento para as disputas de 9º ao 16º lugar), sendo o agrupamento G  disputado pelo 3A, 4A, 3C e 4C; por último o grupo H reunirá o 3B, 4B, 3D e 4D.
Ao final da segunda fase, as duas primeiras colocadas dos grupos E e F se qualificaram para as semifinais e, por sua vez, as equipes eliminadas destes grupos foram para a disputa do 5º ao 8º lugar. Quanto às duas primeiras seleções dos grupos G e H, estas foram ao playoff da 9ª à 12ª colocação, enquanto que as eliminadas destes dois grupos disputaram o playoff que determinou o posicionamento final do 13º ao 16º lugar.

## Critérios de posicionamento de chave
1. Número de vitórias
2. Pontos
3. Razão de sets
4. Razão de pontos
5. Se a razão de pontos não for suficiente para o desempate entre dois times, a prioridade será dada ao time que ganhou a última partida disputada entre eles. Se a razão de pontos não for suficiente para o desempate entre três ou mais times, uma nova classificação desses times em termo de pontos 1, 2 e 3 será feita levando em consideração apenas as partidas em que se enfrentaram.

Partida vencida por 3-0 ou 3-1: 3 pontos para o vencedor, 0 pontos para o perdedor;
Partida vencida por 3-2: 2 pontos para o vencedor, 1 ponto para o perdedor. 

## Primeira fase
|  | Qualificados para a Segunda Fase (Grupo E) |
|  | Qualificados para a Segunda Fase (Grupo F) |
|  | Qualificados para a Segunda Fase (Grupo G) |
|  | Qualificados para a Segunda Fase (Grupo H) |

### Grupo A
Classificação
|     |           |     | Jogos | Jogos | Jogos | Pontos | Pontos | Pontos | Sets | Sets | Sets  |
| Pos | Equipe    | Pts | T     | V     | D     | V      | P      | R      | V    | P    | R     |
| --- | --------- | --- | ----- | ----- | ----- | ------ | ------ | ------ | ---- | ---- | ----- |
| 1   | Japão     | 8   | 3     | 3     | 0     | 254    | 202    | 1.257  | 9    | 2    | 4.500 |
| 2   | México    | 6   | 3     | 2     | 1     | 222    | 200    | 1.110  | 6    | 4    | 1.500 |
| 3   | Egito     | 4   | 3     | 1     | 2     | 271    | 278    | 0.975  | 6    | 7    | 0.857 |
| 4   | Tailândia | 0   | 3     | 0     | 3     | 179    | 246    | 0.728  | 1    | 9    | 0.111 |

| Data   | Hora  |           | Placar |           | Set 1 | Set 2 | Set 3 | Set 4 | Set 5 | Total  | Relatório    |
| ------ | ----- | --------- | ------ | --------- | ----- | ----- | ----- | ----- | ----- | ------ | ------------ |
| 17 ago | 17:00 | Egito     | 3–1    | Tailândia | 21–25 | 25–13 | 25–23 | 25–19 |       | 96–80  | Estatísticas |
| 17 ago | 20:00 | México    | 0–3    | Japão     | 19–25 | 12–25 | 22–25 |       |       | 53–75  | Estatísticas |
| 18 ago | 17:00 | Egito     | 2–3    | Japão     | 17–25 | 25–19 | 25–20 | 16–25 | 12–15 | 95–104 | Estatísticas |
| 18 ago | 20:00 | México    | 3–0    | Tailândia | 25–15 | 25–16 | 25–14 |       |       | 75–45  | Estatísticas |
| 19 ago | 17:00 | Tailândia | 0–3    | Japão     | 13–25 | 23–25 | 18–25 |       |       | 54–75  | Estatísticas |
| 19 ago | 20:00 | México    | 3–1    | Egito     | 25–22 | 25–18 | 19–25 | 25–15 |       | 94–80  | Estatísticas |

### Grupo B
Classificação
|     |                      |     | Jogos | Jogos | Jogos | Pontos | Pontos | Pontos | Sets | Sets | Sets  |
| Pos | Equipe               | Pts | T     | V     | D     | V      | P      | R      | V    | P    | R     |
| --- | -------------------- | --- | ----- | ----- | ----- | ------ | ------ | ------ | ---- | ---- | ----- |
| 1   | Itália               | 9   | 3     | 3     | 0     | 248    | 168    | 1.476  | 9    | 1    | 9,000 |
| 2   | Brasil               | 6   | 3     | 2     | 1     | 239    | 170    | 1.406  | 7    | 3    | 2.333 |
| 3   | República Dominicana | 3   | 3     | 1     | 2     | 154    | 208    | 0.740  | 3    | 6    | 0.500 |
| 4   | Tunísia              | 0   | 3     | 0     | 3     | 130    | 225    | 0.578  | 0    | 9    | 0,000 |

| Data   | Hora  |                      | Placar |                      | Set 1 | Set 2 | Set 3 | Set 4 | Set 5 | Total | Relatório    |
| ------ | ----- | -------------------- | ------ | -------------------- | ----- | ----- | ----- | ----- | ----- | ----- | ------------ |
| 17 ago | 11:00 | Itália               | 3–0    | Tunísia              | 25–15 | 25–8  | 25–16 |       |       | 75–39 | Estatísticas |
| 17 ago | 14:00 | Brasil               | 3–0    | República Dominicana | 25–14 | 25–12 | 25–13 |       |       | 75–39 | Estatísticas |
| 18 ago | 11:00 | Itália               | 3–0    | República Dominicana | 25–16 | 25–11 | 25–13 |       |       | 75–40 | Estatísticas |
| 18 ago | 14:00 | Brasil               | 3–0    | Tunísia              | 25–9  | 25–9  | 25–15 |       |       | 75–33 | Estatísticas |
| 19 ago | 11:00 | Itália               | 3–1    | Brasil               | 23–25 | 25–23 | 25–23 | 25–18 |       | 98–89 | Estatísticas |
| 19 ago | 14:00 | República Dominicana | 3–0    | Tunísia              | 25–20 | 25–18 | 25–20 |       |       | 75–58 | Estatísticas |

### Grupo C
Classificação
|     |           |     | Jogos | Jogos | Jogos | Pontos | Pontos | Pontos | Sets | Sets | Sets  |
| Pos | Equipe    | Pts | T     | V     | D     | V      | P      | R      | V    | P    | R     |
| --- | --------- | --- | ----- | ----- | ----- | ------ | ------ | ------ | ---- | ---- | ----- |
| 1   | China     | 6   | 3     | 2     | 1     | 219    | 183    | 1.197  | 6    | 3    | 2,000 |
| 2   | Sérvia    | 6   | 3     | 2     | 1     | 264    | 254    | 1.039  | 7    | 4    | 1.750 |
| 3   | Polônia   | 3   | 3     | 1     | 2     | 217    | 237    | 0.916  | 4    | 6    | 0.667 |
| 4   | Argentina | 3   | 3     | 1     | 2     | 216    | 242    | 0.893  | 3    | 7    | 0.429 |

| Data   | Hora  |           | Placar |           | Set 1 | Set 2 | Set 3 | Set 4 | Set 5 | Total | Relatório    |
| ------ | ----- | --------- | ------ | --------- | ----- | ----- | ----- | ----- | ----- | ----- | ------------ |
| 17 ago | 11:00 | Sérvia    | 3–0    | China     | 26–24 | 25–21 | 26–24 |       |       | 77–69 | Estatísticas |
| 17 ago | 14:00 | Polônia   | 3–0    | Argentina | 25–17 | 27–25 | 25–23 |       |       | 77–65 | Estatísticas |
| 18 ago | 11:00 | Sérvia    | 1–3    | Argentina | 24–26 | 25–21 | 23–25 | 18—25 |       | 90–72 | Estatísticas |
| 18 ago | 14:00 | Polônia   | 0–3    | China     | 18–25 | 15–25 | 19–25 |       |       | 52–75 | Estatísticas |
| 19 ago | 11:00 | Sérvia    | 3–1    | Polônia   | 25–21 | 25–21 | 22–25 | 25–21 |       | 97–88 | Estatísticas |
| 19 ago | 14:00 | Argentina | 0–3    | China     | 15–25 | 22–25 | 17–25 |       |       | 54–75 | Estatísticas |

### Grupo D
Classificação
|     |                |     | Jogos | Jogos | Jogos | Pontos | Pontos | Pontos | Sets | Sets | Sets  |
| Pos | Equipe         | Pts | T     | V     | D     | V      | P      | R      | V    | P    | R     |
| --- | -------------- | --- | ----- | ----- | ----- | ------ | ------ | ------ | ---- | ---- | ----- |
| 1   | Turquia        | 8   | 3     | 3     | 0     | 283    | 231    | 1.225  | 9    | 3    | 3,000 |
| 2   | Estados Unidos | 6   | 3     | 2     | 1     | 250    | 232    | 1.078  | 7    | 4    | 1.750 |
| 3   | Países Baixos  | 4   | 3     | 1     | 2     | 253    | 263    | 0.962  | 6    | 6    | 1,000 |
| 4   | Cuba           | 0   | 3     | 0     | 3     | 168    | 228    | 0.737  | 0    | 9    | 0,000 |

| Data   | Hora  |                | Placar |               | Set 1 | Set 2 | Set 3 | Set 4 | Set 5 | Total  | Relatório    |
| ------ | ----- | -------------- | ------ | ------------- | ----- | ----- | ----- | ----- | ----- | ------ | ------------ |
| 17 ago | 17:00 | Estados Unidos | 3–0    | Cuba          | 25–23 | 25–14 | 25–21 |       |       | 75–58  | Estatísticas |
| 17 ago | 20:00 | Países Baixos  | 2–3    | Turquia       | 26–24 | 18–25 | 16–25 | 25–22 | 13–15 | 98–111 | Estatísticas |
| 18 ago | 17:00 | Estados Unidos | 1–3    | Turquia       | 17–25 | 25–22 | 23–25 | 14–25 |       | 79–97  | Estatísticas |
| 18 ago | 20:00 | Países Baixos  | 3–0    | Cuba          | 28–26 | 25–16 | 25–14 |       |       | 78–56  | Estatísticas |
| 19 ago | 17:00 | Estados Unidos | 3–1    | Países Baixos | 21–25 | 25–20 | 25–15 | 25–17 |       | 96–77  | Estatísticas |
| 19 ago | 20:00 | Turquia        | 3–0    | Cuba          | 25–14 | 25–22 | 25–18 |       |       | 75–54  | Estatísticas |

## Segunda fase
|  | Qualificados para as Semifinais                    |
|  | Qualificados para as Disputa do 5º ao 8º lugares   |
|  | Qualificados para as Disputa do 9º ao 12º lugares  |
|  | Qualificados para as Disputa do 13º ao 16º lugares |

### Grupo E
Classificação
|     |        |     | Jogos | Jogos | Jogos | Pontos | Pontos | Pontos | Sets | Sets | Sets  |
| Pos | Equipe | Pts | T     | V     | D     | V      | P      | R      | V    | P    | R     |
| --- | ------ | --- | ----- | ----- | ----- | ------ | ------ | ------ | ---- | ---- | ----- |
| 1   | China  | 8   | 3     | 3     | 0     | 281    | 209    | 1.344  | 9    | 3    | 3,000 |
| 2   | Japão  | 5   | 3     | 2     | 1     | 272    | 284    | 0.958  | 7    | 6    | 1.167 |
| 3   | Sérvia | 5   | 3     | 1     | 2     | 272    | 275    | 0.989  | 7    | 6    | 1.167 |
| 4   | México | 0   | 3     | 0     | 3     | 193    | 250    | 0.772  | 1    | 9    | 0.111 |

| Data   | Hora  |        | Placar |        | Set 1 | Set 2 | Set 3 | Set 4 | Set 5 | Total   | Relatório    |
| ------ | ----- | ------ | ------ | ------ | ----- | ----- | ----- | ----- | ----- | ------- | ------------ |
| 21 ago | 17:00 | Japão  | 3–2    | Sérvia | 25–19 | 18–25 | 25–22 | 23–25 | 15–13 | 106–104 | Estatísticas |
| 21 ago | 20:00 | México | 0–3    | China  | 14–25 | 11–25 | 24–26 |       |       | 49–76   | Estatísticas |
| 22 ago | 17:00 | Japão  | 1–3    | China  | 15–25 | 11–25 | 25–21 | 16–25 |       | 67–96   | Estatísticas |
| 22 ago | 20:00 | México | 0–3    | Sérvia | 23–25 | 17–25 | 20–25 |       |       | 60–75   | Estatísticas |
| 23 ago | 17:00 | China  | 3–2    | Sérvia | 19–25 | 25–18 | 25–11 | 25–27 | 15–12 | 109–93  | Estatísticas |
| 23 ago | 20:00 | Japão  | 3–1    | México | 25–17 | 25–20 | 24–26 | 25–21 |       | 99–84   | Estatísticas |

### Grupo F
Classificação
|     |                |     | Jogos | Jogos | Jogos | Pontos | Pontos | Pontos | Sets | Sets | Sets  |
| Pos | Equipe         | Pts | T     | V     | D     | V      | P      | R      | V    | P    | R     |
| --- | -------------- | --- | ----- | ----- | ----- | ------ | ------ | ------ | ---- | ---- | ----- |
| 1   | Itália         | 9   | 3     | 3     | 0     | 284    | 213    | 1.333  | 9    | 2    | 4.500 |
| 2   | Brasil         | 6   | 3     | 2     | 1     | 229    | 206    | 1.112  | 7    | 3    | 2.333 |
| 3   | Estados Unidos | 3   | 3     | 1     | 2     | 230    | 284    | 0.810  | 4    | 7    | 0.571 |
| 4   | Turquia        | 0   | 3     | 0     | 3     | 192    | 245    | 0.784  | 1    | 9    | 0.111 |

| Data   | Hora  |         | Placar |                | Set 1 | Set 2 | Set 3 | Set 4 | Set 5 | Total  | Relatório    |
| ------ | ----- | ------- | ------ | -------------- | ----- | ----- | ----- | ----- | ----- | ------ | ------------ |
| 21 ago | 17:00 | Itália  | 3–1    | Estados Unidos | 25–19 | 25–10 | 32–34 | 25–17 |       | 107–80 | Estatísticas |
| 21 ago | 20:00 | Brasil  | 3–0    | Turquia        | 25–15 | 25–21 | 25–13 |       |       | 75–49  | Estatísticas |
| 22 ago | 17:00 | Itália  | 3–0    | Turquia        | 25–6  | 29–27 | 25–21 |       |       | 79–54  | Estatísticas |
| 22 ago | 20:00 | Brasil  | 3–0    | Estados Unidos | 25–19 | 25–18 | 25–22 |       |       | 75–59  | Estatísticas |
| 23 ago | 17:00 | Itália  | 3–1    | Brasil         | 22–25 | 25–15 | 25–15 | 26–24 |       | 98–79  | Estatísticas |
| 23 ago | 20:00 | Turquia | 1–3    | Estados Unidos | 23–25 | 25–16 | 20–25 | 21–25 |       | 89–91  | Estatísticas |

### Grupo G
Classificação
|     |           |     | Jogos | Jogos | Jogos | Pontos | Pontos | Pontos | Sets | Sets | Sets  |
| Pos | Equipe    | Pts | T     | V     | D     | V      | P      | R      | V    | P    | R     |
| --- | --------- | --- | ----- | ----- | ----- | ------ | ------ | ------ | ---- | ---- | ----- |
| 1   | Argentina | 7   | 3     | 2     | 1     | 205    | 184    | 1.114  | 8    | 3    | 2.667 |
| 2   | Polônia   | 6   | 3     | 2     | 1     | 205    | 184    | 1.114  | 6    | 3    | 2,000 |
| 3   | Egito     | 4   | 3     | 2     | 1     | 277    | 266    | 1.041  | 6    | 7    | 0.857 |
| 4   | Tailândia | 1   | 3     | 0     | 3     | 205    | 257    | 0.798  | 2    | 9    | 0.222 |

| Data   | Hora  |           | Placar |           | Set 1 | Set 2 | Set 3 | Set 4 | Set 5 | Total   | Relatório    |
| ------ | ----- | --------- | ------ | --------- | ----- | ----- | ----- | ----- | ----- | ------- | ------------ |
| 21 ago | 11:00 | Tailândia | 0–3    | Polônia   | 16–25 | 14–25 | 21–25 |       |       | 51–75   | Estatísticas |
| 21 ago | 14:00 | Egito     | 3–2    | Argentina | 25–19 | 23–25 | 22–25 | 31–29 | 15–6  | 116–104 | Estatísticas |
| 22 ago | 11:00 | Tailândia | 0–3    | Argentina | 27–29 | 22–25 | 19–25 |       |       | 68–79   | Estatísticas |
| 22 ago | 14:00 | Egito     | 0–3    | Polônia   | 24–26 | 17–25 | 17–25 |       |       | 58–76   | Estatísticas |
| 23 ago | 11:00 | Polônia   | 0–3    | Argentina | 20–25 | 16–25 | 18–25 |       |       | 54–75   | Estatísticas |
| 23 ago | 14:00 | Egito     | 3–2    | Tailândia | 22–25 | 25–16 | 16–25 | 25–9  | 15–11 | 103–86  | Estatísticas |

### Grupo H
Classificação
|     |                      |     | Jogos | Jogos | Jogos | Pontos | Pontos | Pontos | Sets | Sets | Sets  |
| Pos | Equipe               | Pts | T     | V     | D     | V      | P      | R      | V    | P    | R     |
| --- | -------------------- | --- | ----- | ----- | ----- | ------ | ------ | ------ | ---- | ---- | ----- |
| 1   | Países Baixos        | 9   | 3     | 3     | 0     | 225    | 158    | 1.424  | 9    | 0    | MAX   |
| 2   | Cuba                 | 6   | 3     | 2     | 1     | 240    | 243    | 0.988  | 6    | 5    | 1.200 |
| 3   | República Dominicana | 3   | 3     | 1     | 2     | 236    | 256    | 0.922  | 4    | 7    | 0.571 |
| 4   | Tunísia              | 0   | 3     | 0     | 3     | 220    | 264    | 0.833  | 2    | 9    | 0.222 |

| Data   | Hora  |                      | Placar |               | Set 1 | Set 2 | Set 3 | Set 4 | Set 5 | Total | Relatório    |
| ------ | ----- | -------------------- | ------ | ------------- | ----- | ----- | ----- | ----- | ----- | ----- | ------------ |
| 21 ago | 11:00 | República Dominicana | 1–3    | Cuba          | 25–17 | 17–25 | 23–25 | 21–25 |       | 86–92 | Estatísticas |
| 21 ago | 14:00 | Tunísia              | 0–3    | Países Baixos | 15–25 | 18–25 | 16–25 |       |       | 49–75 | Estatísticas |
| 22 ago | 11:00 | República Dominicana | 0–3    | Países Baixos | 15–25 | 18–25 | 19–25 |       |       | 52–75 | Estatísticas |
| 22 ago | 14:00 | Tunísia              | 1–3    | Cuba          | 25–16 | 23–25 | 20–25 | 14–25 |       | 82–91 | Estatísticas |
| 23 ago | 11:00 | República Dominicana | 3–1    | Tunísia       | 25–19 | 25–23 | 23–25 | 25–22 |       | 98–89 | Estatísticas |
| 23 ago | 14:00 | Países Baixos        | 3–0    | Cuba          | 25–15 | 25–19 | 25–23 |       |       | 75–57 | Estatísticas |

## Fase final

### Classificação do 13º ao 16º lugares
Resultados
| Data   | Hora  |                      | Placar |           | Set 1 | Set 2 | Set 3 | Set 4 | Set 5 | Total | Relatório    |
| ------ | ----- | -------------------- | ------ | --------- | ----- | ----- | ----- | ----- | ----- | ----- | ------------ |
| 25 ago | 11:00 | Egito                | 3–1    | Tunísia   | 25–23 | 24–26 | 25–13 | 25–14 |       | 99–76 | Estatísticas |
| 25 ago | 14:00 | República Dominicana | 3–0    | Tailândia | 25–23 | 25–23 | 25–20 |       |       | 75–66 | Estatísticas |

### Classificação do 9º ao 12º lugares
Resultados
| Data   | Hora  |               | Placar |         | Set 1 | Set 2 | Set 3 | Set 4 | Set 5 | Total  | Relatório    |
| ------ | ----- | ------------- | ------ | ------- | ----- | ----- | ----- | ----- | ----- | ------ | ------------ |
| 25 ago | 17:00 | Argentina     | 3–1    | Cuba    | 25–20 | 24–26 | 25–17 | 25–19 |       | 99–82  | Estatísticas |
| 25 ago | 20:00 | Países Baixos | 3–1    | Polônia | 19–25 | 25–21 | 31–29 | 25–20 |       | 100–95 | Estatísticas |

### Classificação do 5º ao 8º lugares
Resultados
| Data   | Hora  |                | Placar |         | Set 1 | Set 2 | Set 3 | Set 4 | Set 5 | Total   | Relatório    |
| ------ | ----- | -------------- | ------ | ------- | ----- | ----- | ----- | ----- | ----- | ------- | ------------ |
| 25 ago | 11:00 | Sérvia         | 1–3    | Turquia | 25–22 | 24–26 | 14–25 | 22–25 |       | 85–98   | Estatísticas |
| 25 ago | 20:00 | Estados Unidos | 3–2    | México  | 23–25 | 25–21 | 27–25 | 24–26 | 15–11 | 114–108 | Estatísticas |

### Semifinais
Resultados
| Data   | Hora  |        | Placar |        | Set 1 | Set 2 | Set 3 | Set 4 | Set 5 | Total  | Relatório    |
| ------ | ----- | ------ | ------ | ------ | ----- | ----- | ----- | ----- | ----- | ------ | ------------ |
| 25 ago | 14:00 | China  | 3–2    | Brasil | 27–25 | 25–17 | 20–25 | 19–25 | 15–6  | 106–98 | Estatísticas |
| 25 ago | 17:00 | Itália | 3–0    | Japão  | 25–22 | 25–13 | 25–18 |       |       | 75–53  | Estatísticas |

### Décimo quinto lugar
Resultado
| Data   | Hora  |         | Placar |           | Set 1 | Set 2 | Set 3 | Set 4 | Set 5 | Total | Relatório    |
| ------ | ----- | ------- | ------ | --------- | ----- | ----- | ----- | ----- | ----- | ----- | ------------ |
| 26 ago | 11:00 | Tunísia | 0–3    | Tailândia | 24–26 | 13–25 | 20–25 |       |       | 57–76 | Estatísticas |

### Décimo terceiro lugar
Resultado
| Data   | Hora  |       | Placar |                      | Set 1 | Set 2 | Set 3 | Set 4 | Set 5 | Total | Relatório    |
| ------ | ----- | ----- | ------ | -------------------- | ----- | ----- | ----- | ----- | ----- | ----- | ------------ |
| 26 ago | 14:00 | Egito | 3–0    | República Dominicana | 25–23 | 25–21 | 25–14 |       |       | 75–58 | Estatísticas |

### Décimo primeiro lugar
Resultado
| Data   | Hora  |      | Placar |         | Set 1 | Set 2 | Set 3 | Set 4 | Set 5 | Total | Relatório    |
| ------ | ----- | ---- | ------ | ------- | ----- | ----- | ----- | ----- | ----- | ----- | ------------ |
| 26 ago | 17:00 | Cuba | 1–3    | Polônia | 25–21 | 17–25 | 18–25 | 20–25 |       | 80–96 | Estatísticas |

### Nono lugar
Resultado
| Data   | Hora  |           | Placar |               | Set 1 | Set 2 | Set 3 | Set 4 | Set 5 | Total | Relatório    |
| ------ | ----- | --------- | ------ | ------------- | ----- | ----- | ----- | ----- | ----- | ----- | ------------ |
| 26 ago | 20:00 | Argentina | 3–0    | Países Baixos | 25–12 | 25–19 | 25–23 |       |       | 75–54 | Estatísticas |

### Sétimo lugar
Resultado
| Data   | Hora  |        | Placar |        | Set 1 | Set 2 | Set 3 | Set 4 | Set 5 | Total  | Relatório    |
| ------ | ----- | ------ | ------ | ------ | ----- | ----- | ----- | ----- | ----- | ------ | ------------ |
| 26 ago | 11:00 | Sérvia | 3–2    | México | 19–25 | 24–26 | 25–18 | 25–13 | 16–14 | 109–96 | Estatísticas |

### Quinto lugar
Resultado
| Data   | Hora  |         | Placar |                | Set 1 | Set 2 | Set 3 | Set 4 | Set 5 | Total  | Relatório    |
| ------ | ----- | ------- | ------ | -------------- | ----- | ----- | ----- | ----- | ----- | ------ | ------------ |
| 26 ago | 14:00 | Turquia | 3–1    | Estados Unidos | 26–28 | 25–20 | 25–19 | 25–18 |       | 101–85 | Estatísticas |

### Terceiro lugar
Resultado
| Data   | Hora  |        | Placar |       | Set 1 | Set 2 | Set 3 | Set 4 | Set 5 | Total | Relatório    |
| ------ | ----- | ------ | ------ | ----- | ----- | ----- | ----- | ----- | ----- | ----- | ------------ |
| 26 ago | 17:00 | Brasil | 3–0    | Japão | 25–16 | 25–21 | 25–14 |       |       | 75–51 | Estatísticas |

### Final
Resultado
| Data   | Hora  |       | Placar |        | Set 1 | Set 2 | Set 3 | Set 4 | Set 5 | Total   | Relatório    |
| ------ | ----- | ----- | ------ | ------ | ----- | ----- | ----- | ----- | ----- | ------- | ------------ |
| 26 ago | 20:00 | China | 3–2    | Itália | 19–25 | 25–23 | 23–25 | 25–22 | 15–8  | 107–103 | Estatísticas |